# Kusiće
Kusiće (em cirílico:Кусиће) é uma vila da Sérvia localizada no município de Veliko Gradište, pertencente ao distrito de Braničevo, na região de Braničevo. A sua população era de 742 habitantes segundo o censo de 2002.

## Demografia
| 1948  | 1953  | 1961  | 1971  | 1981 | 1991 | 2002 |
| ----- | ----- | ----- | ----- | ---- | ---- | ---- |
| 1 184 | 1 171 | 1 095 | 1 092 | 999  | 952  | 742  |